# 8326 Paulkling
8326 Paulkling eller 1981 JS2 är en asteroid i huvudbältet som upptäcktes den 6 maj 1981 av det amerikanska astronom paret Eugene M. och Carolyn S. Shoemaker vid Palomar-observatoriet. Den är uppkallad efter Paul Kling.
Asteroiden har en diameter på ungefär 4 kilometer och den tillhör asteroidgruppen Nysa.